# Balta yorkensis
Balta yorkensis är en kackerlacksart som beskrevs av Morgan Hebard 1943. Balta yorkensis ingår i släktet Balta och familjen småkackerlackor. Inga underarter finns listade.